# Palangan (Jangkar)
Palangan is een bestuurslaag in het regentschap Situbondo van de provincie Oost-Java, Indonesië. Palangan telt 4902 inwoners (volkstelling 2010).